# Branchinecta paludosa
Branchinecta paludosa ist eine holarktisch verbreitete Art der Kiemenfußkrebse. Sie ist vor allem aus arktischen Gebieten bekannt und gehört hier zu den häufigsten Kiemenfüßern. Im Englischen wird die Art als circumpolar fairy shrimp bezeichnet.

## Merkmale
Die Körperlänge beträgt 10–22 mm. Die langen Beine sind weiß bewimpert.

## Verbreitung und Lebensraum
Zirkumpolar verbreitet ist die Art in den Küstenregionen Grönlands, in den nördlichen Teilen Fennoskandinaviens, im Norden Sibiriens, in Alaska und in den nördlichen Teilen Kanadas. Südlich davon, als glaziale Reliktpopulationen, lebt sie in den westlichen Teilen Skandinaviens, der Tatra, den Rocky Mountains von Kanada bis in die Vereinigten Staaten, in Zentralasien und Japan. Die Art lebt hauptsächlich nördlich des 60. Breitengrades (zum Vergleich: Der Nördlicher Polarkreis liegt bei 66° nördlicher Breite). Auf Nowaja Semlja und im Westen Grönlands erreicht die Art die nördlichsten Bereiche ihres Verbreitungsgebietes bei 77° nördlicher Breite. Das ist nördlicher als bei anderen eurasischen Kiemenfußkrebsen. Ob es in der Zukunft durch die Folgen der Globalen Erwärmung zu einer weiteren Verschiebung des Verbreitungsgebietes nach Norden kommen wird, muss zukünftig noch untersucht werden.
Lebensraum der Art sind arktische Seen und Tümpel, in glazialen Reliktpopulationen auch südlicher in Hochgebirgsseen. 

## Lebensweise
Nach dem Schlupf benötigen die Larven etwa 20 bis 30 Tage um die Geschlechtsreife zu erlangen. Sie können sich dann für 35 bis 45 Tage vermehren. Erwachsene Tiere sind ab Juli/August und bis Oktober zu finden. Sie sind in ständiger Bewegung. In arktischen Tundaregionen ist die Art manchmal vergesellschaftet mit dem zu den Notostraca (Rückenschalern) gehörenden Kiemenfußkrebs Lepidurus arcticus.

## Taxonomie
Die Art wurde 1788 von Otto Friedrich Müller als Cancer paludosa erstbeschrieben. Weitere in der Literatur zu findende Synonyme sind Branchinecta arctica Packard, 1874 und Branchinecta groenlandica Packard, 1874.

### Unterarten
Es werden zwei Unterarten unterschieden:
- Branchinecta paludosa paludosa (O.F.Müller, 1788)
- Branchinecta paludosa tjanshanica Akatova, 1987

Der Name der von der Nominatform abgetrennten Unterart bezieht sich auf den Tian Shan, ein Gebirge in Zentralasien.

### Andere arktische Kiemenfüßer
In der Barentregion sind drei weitere Kiemenfüßer (Anostraca) bekannt:
- Polyartemia forcipata S.Fischer, 1851 (die Art ist nur aus Skandinavien bekannt)
- Artemiopsis bungei G.O.Sars, 1897
- Branchinectella media (Schmankewitsch, 1873)

Diese Diversität von vier verschiedenen Anostraca und drei weiteren Kiemenfußkrebsen übertrifft diejenige anderer arktischer Gebiete.

## Ursprüngliche Herkunft der Art
Es wird vermutet, dass die Art ihren Ursprung in der südlichen Nearktis (Rocky Mountains) hat und sich von hier aus über die eiszeitliche Landbrücke der Beringstraße in die Paläarktis und die arktischen Regionen ausgebreitet hat. In einer genetischen Studie, die auf Basis des mitochondrialen COI-Genes eine Phylogenie der Art von verschiedenen Fundorten erstellt hat, wurde gezeigt, dass die Exemplare der Nearktis und der Paläarktis jeweils eine eigene Klade bildeten. Diese beiden Kladen bildeten wiederum eine eigene Klade, an deren Basis die Exemplare der Rocky Mountains eine eigene Klade bildeten. Diese waren am nächsten verwandt mit anderen Arten der Gattung Branchinecta, wie Branchinecta tolli, Branchinecta lindahli, Branchinecta lynchi oder Branchinecta sandiegonensis. Das Ergebnis der Studie legt nahe, dass der Ursprung der Art wie vermutet in der südlichen Nearktis liegt, wo die Gattung Branchinecta generell eine hohe Biodiversität aufweist.